# Refinaria Isaac Sabbá
A Refinaria Isaac Sabbá ou Refinaria de Manaus (Reman) é uma refinaria de petróleo brasileira localizada no município de Manaus, capital do estado do Amazonas. É a única refinaria de petróleo da Região Norte do Brasil, fundada em 1957. Desde 2000 opera com capacidade de processamento de 7 milhões e 300 mil litros de petróleo por dia, ou seja, 46 mil barris por dia.
Seus principais produtos são GLP, nafta petroquímica, gasolina, querosene de aviação, óleo diesel, óleos combustíveis, óleo leve para turbina elétrica, óleo para geração de energia, asfalto. Ela atende aos estados do Acre, Amapá, Amazonas, Pará, Rondônia e Roraima.

## História

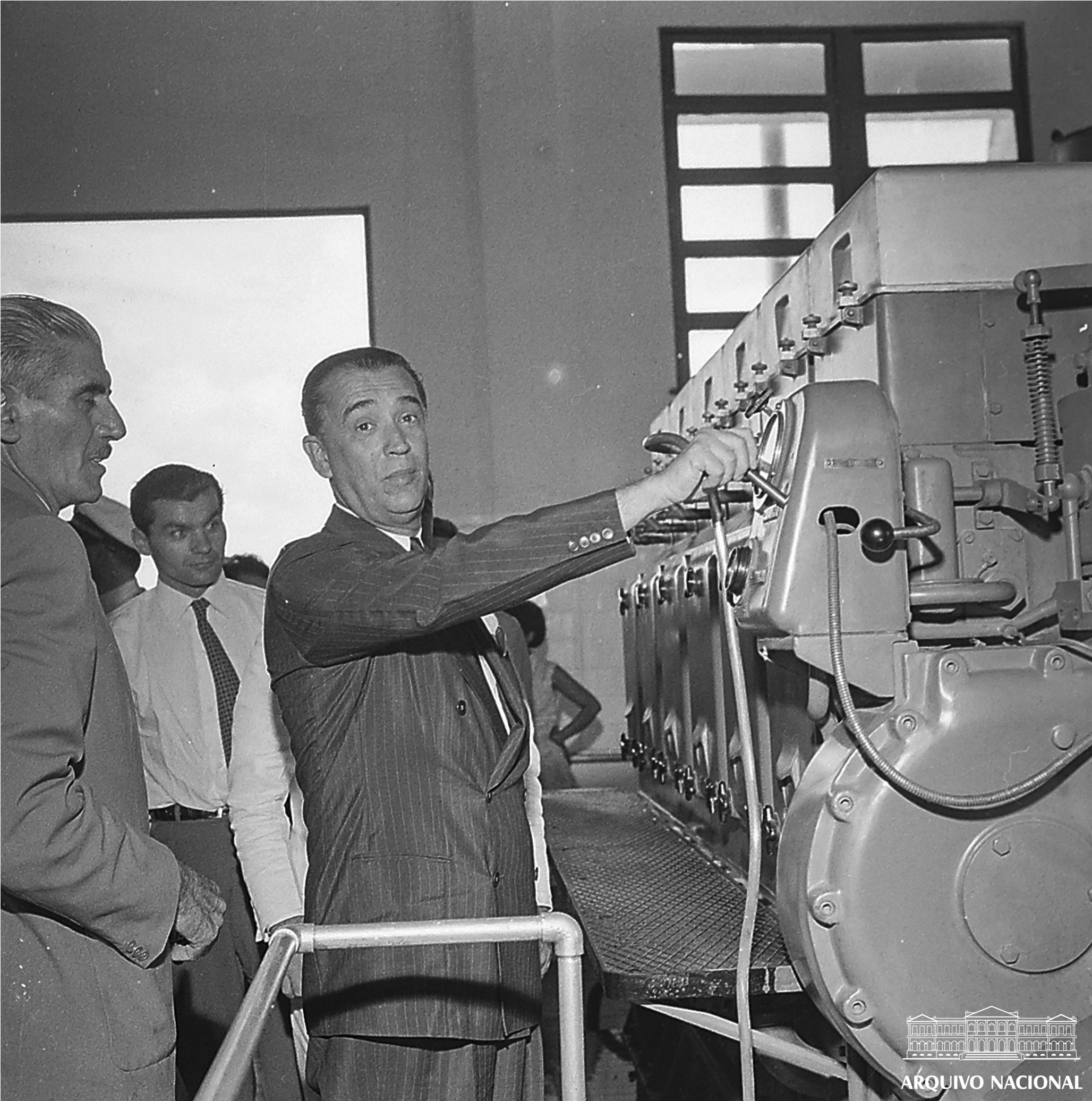
Presidente Juscelino Kubitschek durante a inauguração da Refinaria de Manaus, em 3 de janeiro de 1957.

Fundada por Isaac Benayon Sabbá, iniciou suas operações em 6 de setembro de 1956, com o nome de Companhia de Petróleo da Amazônia (COPAM) e capacidade instalada para 5 mil barris/dia.
Foi oficialmente inaugurada em 3 de janeiro de 1957 com a presença do presidente Juscelino Kubitschek. Possui a primeira unidade de craqueamento catalítico de petróleo da América Latina. A Petrobras assumiu o controle acionário da COPAM em 1974, renomeando-a como Refinaria de Manaus (Reman).
Em 1997, em homenagem a seu fundador, a refinaria foi rebatizada como Refinaria Isaac Sabbá - UN-Reman. Atualmente, a capacidade de refino da Reman é de aproximadamente 47 mil barris/dias. Desde 1995, a refinaria vem realizando investimentos em todas as suas áreas. Em 2000, com a entrada da nova Unidade de Destilação foi ampliada a capacidade de produção para 46 mil barris de petróleo por dia.
Nos dias atuais, sintonizada com as novas tecnologias e com as exigências do mercado, executa um arrojado planejamento em várias frentes de trabalho, buscando assegurar sua permanente modernização e elevação do diferencial competitivo.
Essa refinaria possui também unidade de destilação direta e estão em construção unidades de  hidrodessulfurização (HDS) de nafta, de fracionamento, de craqueamento térmico brando, de tratamento de águas ácidas, de tratamento com dietanolamina, de reforma catalítica, de produção de ácido sulfúrico e de hidrotratamento de diesel.

## Mercado
A Reman abastece toda a Região Norte (exceto Tocantins), ocorrendo exportações de modo esporádico para a Colômbia, Peru e Bolívia.

## Venda
Em 30 de novembro de 2022, foi concluída a venda da refinaria para o grupo Atem pelo valor total de R$ 285,6 milhões.
A Petrobras continuará apoiando as operações da Reman por um período de até 15 meses, sob um acordo de prestação de serviços, evitando qualquer interrupção operacional. A refinaria é controlada pela subsidiária Ream Participações.